# Dragons’ Den – jak zostać milionerem
Dragons’ Den – jak zostać milionerem – polski program telewizyjny typu reality show oparty na powstałym w Japonii formacie Dragons’ Den (na licencji udzielonej przez 2waytraffic, spółkę należącą do Sony Pictures Entertainment), emitowany w latach 2011–2012 na antenie TV4. Jego prowadzącym był Paweł Orleański. Uczestnicy programu przedstawiali swoje pomysły na biznes pięciorgu inwestorom, którzy decydowali o ewentualnym wsparciu finansowym przedsięwzięć.
Powstały trzy serie programu emitowane kolejno wiosną 2011, jesienią 2011 i jesienią 2012 roku.

## Inwestorzy i zwycięskie projekty

### Seria 1. (wiosna 2011)
Pierwsza seria programu nadawana była od 6 marca 2011 roku.
Inwestorami byli:
- Anna Garwolińska – Glaubicz Garwolinska Consultants;
- Krzysztof Golonka – Xevin Investments;
- Grzegorz Hajdarowicz – GREMI;
- Maciej Kaczmarski – Kaczmarski Inkasso;
- Marian Owerko – Bakalland.

W czasie programu oferty inwestorzy zadeklarowali wsparcie dla ośmiu projektów biznesowych:
| Projekt                               | Inwestorzy                                                                | Oferta                                                  | Przejęte udziały |
| ------------------------------------- | ------------------------------------------------------------------------- | ------------------------------------------------------- | ---------------- |
| Trójdzielna zakrętka                  | Grzegorz Hajdarowicz, Marian Owerko                                       | 100 000 PLN                                             | 70%              |
| Bloker do kart z chipami bezstykowymi | Maciej Kaczmarski i Krzysztof Golonka                                     | 600 000 PLN                                             | 70%              |
| r1ng.pl                               | Krzysztof Golonka, Maciej Kaczmarski, Grzegorz Hajdarowicz, Marian Owerko | 350 000 PLN                                             | 50%              |
| Podwójne paluszki Beerfingers         | Marian Owerko                                                             | 400 000 PLN (gotówka) + 1 000 000 PLN (linia kredytowa) | 65%              |
| Nakładka na palec                     | Maciej Kaczmarski, Krzysztof Golonka                                      | 30 000 PLN                                              | 99%              |
| Finsurfer                             | Grzegorz Hajdarowicz                                                      | 1 000 000 PLN                                           | 75%              |
| Grubabiba.pl                          | Anna Garwolińska, Maciej Kaczmarski                                       | 270 000 PLN                                             | 75%              |
| Fabryka kolejowych wózków jezdnych    | Grzegorz Hajdarowicz, Krzysztof Golonka                                   | 15 000 000 PLN                                          | 65%              |

### Seria 2. (jesień 2011)
Druga seria programu nadawana była od 4 września 2011 roku.
Krzysztofa Golonkę zastąpił jego wspólnik Marek Rusiecki.
Inwestorzy złożyli oferty ósemce uczestników:
| Projekt                                                     | Inwestorzy                                            | Oferta        | Przejęte udziały               |
| ----------------------------------------------------------- | ----------------------------------------------------- | ------------- | ------------------------------ |
| Urządzenie do kontroli ciśnienia w oponach                  | Anna Garwolińska                                      | 155 000 PLN   | 51%                            |
| Biżuteria odblaskowa                                        | Grzegorz Hajdarowicz                                  | 60 000 PLN    | 60%                            |
| Program księgowy przeznaczony dla gastronomi GASTRO FINANSE | Marian Owerko, Maciej Kaczmarski, Marek Rusiecki      | 300 000 PLN   | 60%                            |
| Reklama w windach                                           | Grzegorz Hajdarowicz Anna Garwolińska                 | 70 000 PLN    | 51%                            |
| Skibolt                                                     | Grzegorz Hajdarowicz, Marek Rusiecki Anna Garwolińska | 1 100 000 PLN | 80%                            |
| Produkcja wina                                              | Grzegorz Hajdarowicz                                  | 680 000 PLN   | 80%, 50% po zwrocie inwestycji |
| Fotomozaiki                                                 | Maciej Kaczmarski                                     | 100 000 PLN   | 80%                            |
| Ekskluzywne deski szachowe                                  | Marek Rusiecki                                        | 200 000 PLN   | 30%                            |

### Seria 3. (jesień 2012)
Trzecia seria programu była nadawana od 28 października 2012 roku.
Inwestorami byli:
- Andrzej Głowacki – DGA;
- Anna Hejka – Heyka Capital Markets Group;
- Maciej Kaczmarski – Kaczmarski Inkasso;
- Adam Kruszewski – KCR S.A.;
- Marian Owerko – Bakalland.

W czasie programu oferty inwestorzy zadeklarowali wsparcie dla 12 projektów biznesowych:
| Projekt                                   | Inwestorzy                                    | Oferta        | Przejęte udziały                  |
| ----------------------------------------- | --------------------------------------------- | ------------- | --------------------------------- |
| Karty futbolowe                           | Marian Owerko                                 | 85 000 PLN    | 40%                               |
| Bagażnik rowerowy                         | Andrzej Głowacki                              | 300 000 PLN   | 77%                               |
| Bursztynowe zegarki                       | Adam Kruszewski                               | 400 000 PLN   | 51%, 49% po zwrocie inwestycji    |
| Ekskluzywny osprzęt elektryczny Nota Bene | Anna Hejka                                    | 1 000 000 PLN | 75%, z możliwością zejścia do 50% |
| Koszyk do pobierania próbek kału          | Andrzej Głowacki, Anna Hejka, Adam Kruszewski | 2 500 000 PLN | 95%                               |
| Internetowy system operacyjny             | Marian Owerko                                 | 85 000 PLN    | 40%                               |
| Warsztat przez internet automanager.pl    | Andrzej Głowacki                              | 250 000 PLN   | 60%                               |
| Ochraniacz na kuwety malarskie            | Maciej Kaczmarski                             | 150 000 PLN   | 75%                               |
| Crepe Gourmet                             | Andrzej Głowacki                              | 200 000 PLN   | 49%                               |
| Blokada magnetyczna okna                  | Adam Kruszewski, Anna Hejka                   | 475 000 PLN   | 76%                               |
| Tanie budownictwo                         | Adam Kruszewski                               | 1 000 000 PLN | 60%                               |
| Trenażery strzeleckie                     | Maciej Kaczmarski                             | 350 000 PLN   | 51%                               |